# Malmedy
Malmedy je město ležící ve východní Belgii na řece Warche. Patří k provincii Lutych a žije v něm přibližně 13 tisíc obyvatel, převážně Valonů, nejpočetnější menšinou jsou Němci. Ve valonštině se město nazývá Måmdey a v moselskofranckém dialektu němčiny Malemder. Název pochází z latinské fráze „a malo mundarum“ („očistit od zlého“). Obec Malmedy byla vytvořena v roce 1977 a zahrnuje kromě vlastního města Malmedy také předměstí Bellevaux-Ligneuville a Bévercé. 

## Historie
V roce 648 založil svatý Remaclus benediktinské opatství, které bylo součástí samostatného církevního státečku Knížectví Stavelot-Malmedy do roku 1795, kdy je zabrala revoluční Francie jako součást departementu Ourthe. V roce 1815 přiřkl Vídeňský kongres území Pruskému království a po první světové válce muselo poražené Německo odstoupit Malmedy s Eupenem Belgii. Na konci druhé světové války bylo okolí města dějištěm bitvy v Ardenách, 17. prosince 1944 se udál malmédský masakr, při němž jednotky Waffen-SS postřílely 84 amerických zajatců.

## Život ve městě
Hlavními turistickými atrakcemi jsou katedrála zasvěcená svatým Petrovi, Pavlovi a Kvirínovi z roku 1775 a množství historických hrázděných domů v centru. Muzeum Malmundariuum připomíná dlouholetou tradici kožedělného a papírenského průmyslu. Proslulou folklórní slavností je karnevalový průvod Cwarmê. Nedaleko města se nachází automobilové závodiště Circuit de Spa-Francorchamps. Malmedy leží na dálnici A 27 a slouží jako základna k výletům do přírodní rezervace Hautes Fagnes. Oblast je seizmicky aktivní zónou, v roce 1692 zde způsobilo zemětřesení rozsáhlé sesuvy půdy.  

## Partnerská města
- Beaune
- Cochem